# Ussurisk
Ussurisk (rus: Уссури́йск) és una ciutat de Rússia dins el krai de Primórie, situada a la vall fèrtil del riu Razdólnaia, a 98 km al nord de Vladivostok i a uns 60 km de la frontera amb la Xina. La seva població, segons el cens del 2010, era de 157.946 habitants.

## Història

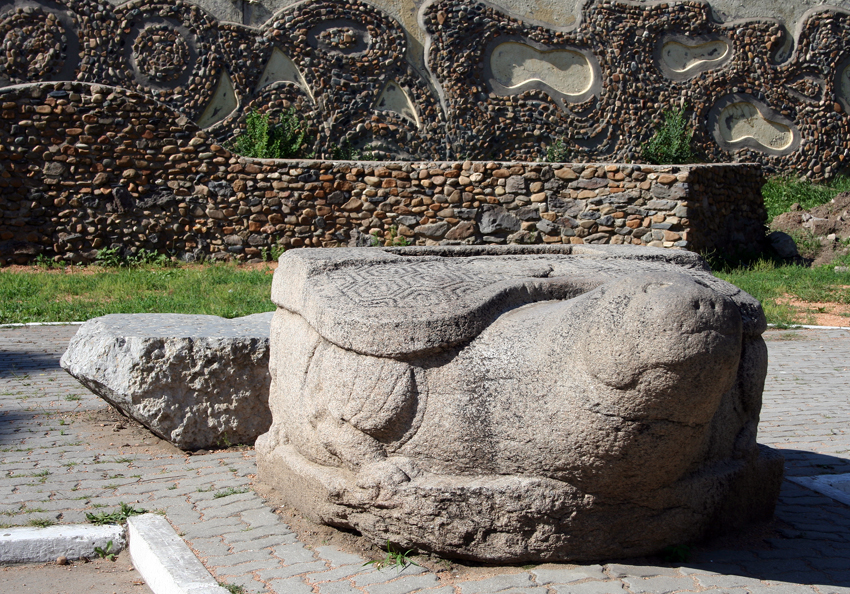
Estàtua d'una tortuga de la Dinastia Jin (1115-1234) que es pot veure al parc central d'Ussurisk

Des de mitjan segle ix, el territori on ara es troba Ussurisk pertanyia al regne de Balhae. Abans d'això, la zona estava habitada per l'ètnia mohe.
El 1866, es va fundar el poble Nikólskoie (rus: Нико́льское) a l'àrea d'Ussurisk. El 1898 va esdevenir ciutat. El seu paper es va fer important quan arribà el ferrocarril que connectava Khabàrovsk amb Vladivostok. A partir del segle xx s'hi instal·laren indústries agrícoles i de fabricació de maons. En època soviètica experimentà un gran creixement. El 1935, el seu nom es canvià a Voroixílov, per Kliment Voroixílov, i el 1957, a Ussurisk (pel riu Ussuri).